# Finschhafen
Finschhafen (45 266 habitants) est une ville portuaire et un district sur la côte nord de la province de Morobe en Papouasie-Nouvelle-Guinée.

## Histoire
Le site de Finschhafen est d'abord cartographié par l'officier britannique John Moresby en 1873-1874. Il est ensuite visité par l'explorateur allemand Otto Finsch en 1884. L'année suivante, la direction de la colonie allemande de Nouvelle-Guinée décide de fonder un village sur le site et de le nommer d'après Finsch (Hafen signifie port en allemand), pour y installer son administration. Les premiers habitants de la ville sont des missionnaires luthériens arrivés le 12 juillet 1886. Le fléau du paludisme frappe le village dès le début avec une épidémie en 1891, causant un premier bref départ des colons (le centre administratif de la colonie est alors déplacé à Madang), suivi d'un nouveau dix ans plus tard, en 1901. D'autres villes de Nouvelle-Guinée sont plus favorisées à ce sujet, en particulier Rabaul.
Au cours de la Seconde Guerre mondiale, Finschhafen est le théâtre de combats entre le Japon et l'Australie aidée par les États-Unis. Les Japonais occupent d'abord la ville le 10 mars 1942. Les forces australiennes la reprennent en octobre 1943 au cours de la campagne de la péninsule de Huon.
Beaucoup de maisons sont détruites pendant les combats et la ville est reconstruite un peu plus loin à proximité de l'aéroport militaire construit par les Japonais. L'aéroport devient une base importante pour l'armée américaine. Aujourd'hui, il est utilisé à des fins civiles (code AITA : FIN). Quand la Papouasie-Nouvelle Guinée devient indépendante, en 1975, la ville conserve son nom allemand.
Le nom du district est souvent orthographié « Finschaffen » dans les médias actuels de Papouasie-Nouvelle-Guinée alors que la base américaine de la Seconde Guerre mondiale est généralement écrite « Finschafen » et parfois même « Finschaven ».